# Santing
Santing is een bestuurslaag in het regentschap Indramayu van de provincie West-Java, Indonesië. Santing telt 5030 inwoners (volkstelling 2010).